# HRT 4
HRT 4 (HTV 4, „Četvrti program“) je chorvatský bezplatný televizní kanál společnosti Hrvatska Radiotelevizija, který byl spuštěn 24. prosince 2012. Jeho program je zaměřen na zpravodajství.

## Pořady
- Dnevnik HRT
- Regionalni dnevnik
- County panorama (Županijska panorama – současně se vysílá několik regionalizovaných verzí)
- Trg Sv. Mark 6
- Přímé přenosy ze zasedání chorvatského parlamentu
- Soapbox
- Blue and green
- The voice of a man
- Look over the border - Croats in BiH
- Eurovijesti
- Business
- Infokanal
- Eurointervju
- Videoblog
- News
- No comment
- Alpe Adria Danube
- DW
- Minority mosaic
- News in English
- Nachrichten
- DJH-reports
- Documentary Reportage
- Binoculars
- The fruits of the earth
- From the archives IP

## Logo
| Roky                            | Popis                                             |
| ------------------------------- | ------------------------------------------------- |
| 24. prosince 2012–17. září 2014 | Stylizovaná barva „4“ ve vodoznaku.               |
| 18. září 2014–současnost        | Současné logo HRT 4 ve verzi s lepším rozlišením. |